# 얼음성
《얼음성》(노르웨이어: Is-slottet)은 노르웨이의 시인 겸 소설가 타리에이 베소스가 1963년에 출판한 소설이다. 이 소설은 북유럽 협의회 문학상을 수상했다.

## 줄거리
외향적인 11세 어린이인 시스(Siss)가 사는 노르웨이의 어떤 시골 마을에 운이라는 조용한 소녀가 전학을 온다. 운(Unn)은 시스를 자신의 집으로 초대한다. 운은 시스에게 자신만이 가진 비밀이 있다고 말하는데 그것 때문에 지옥에 갈까 봐 두렵다고 고백한다. 이에 시스는 운으로부터 도망가고 만다.
다음 날 운은 시스를 보는 것이 어색하리라 생각해서 학교 대신 얼음성(계곡이 얼어서 만들어진 얼음 동굴들로 묘사됨)으로 가게 된다. 운은 얼음성 안의 방들을 구경하다가 일곱 번째 방에 들어와 길을 잃고 만다. 그러다가 운은 얼음성 안에서 저체온증으로 죽는다. 운이 실종되자 시스는 운을 잊지 않겠다고 다짐하고 운처럼 운동장 구석에 혼자 서 있으며 운의 역할을 맡고자 한다.